# City of the Living Dead
City of the Living Dead (engelska: Paura nella città dei morti viventi) är en italiensk långfilm från 1980 i regi av Lucio Fulci, med Christopher George, Catriona MacColl, Carlo De Mejo och Antonella Interlenghi i rollerna.

## Rollista
- Christopher George, George Peter Bell
- Catriona MacColl, Mary Woodhouse
- Carlo De Mejo, Jerry
- Antonella Interlenghi, Emily Robbins
- Giovanni Lombardo Radice, Bob
- Daniela Doria, Rose Kelvin
- Fabrizio Jovine, John Robbins
- Michele Soavi, Tommy Fisher
- Venantino Venantini, Mr. Ross
- Luciano Rossi fader, William Thomas
- Janet Ågren, Sandra
- Lucio Fulci, patolog
- Luca Venantini
- Enzo D'Ausilio
- Adelaide Aste
- Robert Sampson